# Norma Winstone

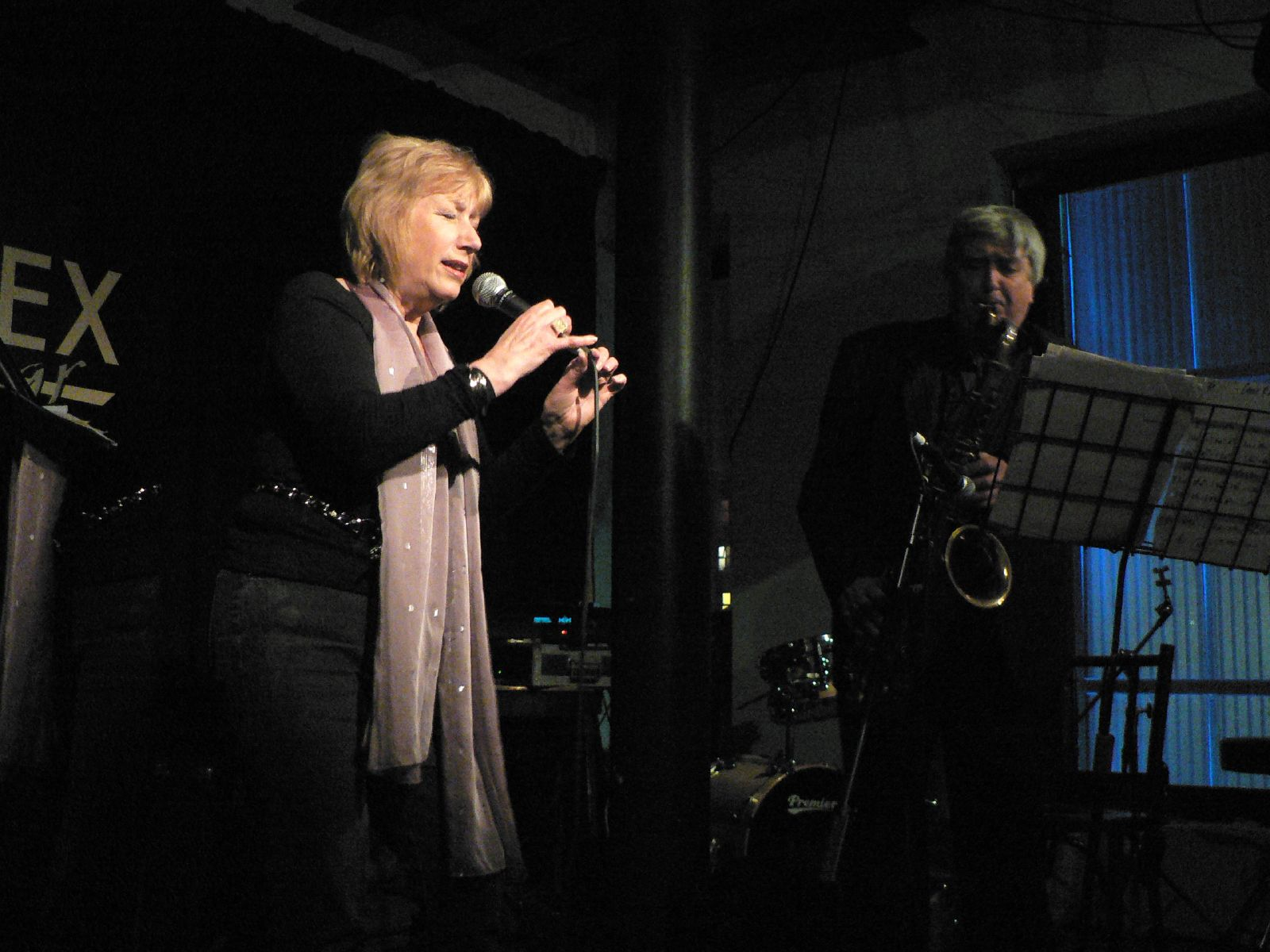
Winstone in 2007

Norma Winstone (Londen, 23 september 1941) is een Britse zangeres en muziekpedagoog. Zij zingt voornamelijk ingetogen jazz.
Haar muzikale studie begint niet met de stem, maar met piano en orgel; ze studeert beide voor drie jaar lang aan het Trinity College of Music in Londen. In 1965 maakt zij haar draai naar de jazzmuziek. Ze zong met Michael Garrick en het New Jazz Orchestra. In 1968 viel ze op toen ze met Roland Kirk optrad in Ronnie Scotts Club. Daarna trad ze op met vele combinaties, onder meer met Neil Ardley, Michael Gibbs, Ian Carr (en Nucleus) en John Dankworth. Ze werd door Melody Maker gekozen tot beste jazzzangeres in 1971. Ze mag dan voor het eerst een muziekalbum opnemen onder haar eigen naam. De begeleidende musici zijn dan al bekenden uit de jazzwereld: John Surman, Alan Skidmore, Kenny Wheeler en John Taylor. In 1972 trouwde ze met laatstgenoemde. Daarna ging ze muziek maken met Mike Westbrook, maar keert terug naar Wheeler en Taylor, als medeoprichtster van Azimuth. Winstone, Wheeler en Taylor maken dan een kamermuziekvariant in de jazz. In de jaren 80 zong ze in Vocal Summit; een zangkwartet bestaande uit Jay Clayton, Ursula Dudziak en Michelle Hendricks. Later begon ze teksten te schrijven bij composities van derden, bijvoorbeeld Steve Swallow.
Dat haar stem zich niet alleen leent voor ingetogen jazz, bleek toen ze Cabaretliederen van Benjamin Britten zong en later bij de Nederlandse Opera.
Ze heeft een lenige, zeer introverte stem, die ze gebruikt als zijnde een muziekinstrument. Sommigen vergelijken haar zang met de manier waarop John Coltrane zijn saxofoon bespeelde. In 2001 kreeg zij de prijs als beste zanger(es) van de BBC. In de jaren 0 van de 21e eeuw trad ze op met het Duitse duo Glauco Venier en Klaus Gesing; ook dan weer sterk onderkoelde jazz.
In 2007 werd ze gelauwerd met de Orde van het Britse Rijk voor haar bijdragen aan de muziek.

## Discografie (selectief)
- 1972: Edge of Time (ook eigenlijk al met Azimuth, want met Wheeler en Taylor) (Disconforme)
- 1974: Song for Someone (van Wheeler)
- 1978: Azimuth (ECM Records)
- 1979: The Touchstone (met Azimuth)(ECM)
- 1980: Depart (met Azimuth) (ECM)
- 1984: Live at Roccella Jonica (ook met Wheeler en Taylor)
- 1986: Azimuth '85 (ECM)
- 1987: Somewhere Called Home (ECM)
- 1989: In Concert (1989)
- 1991: Music for Large & Small Ensembles (met Kenny Wheeler)
- 1993: Far to go (met Noorse musici)
- 1994: Well kept secret (met Jimmy Rowles)
- 1995: How It Was Then (met Azimuth) (ECM)
- 1995: Norma Mona (Black)
- 1997: Manhattan in the Rain
- 1997: Siren’s Song
- 1998: La Voce
- 1998: Like Songs, Like Weather (met Taylor)
- 1999: Worlds
- 2000: 4 in Perspective (Village Life)
- 2000: Inner Traces
- 2002: Songs & Lullabies (met Fred Hersch)
- 2003: Chamber Music (met Venier en Gesing)
- 2007: Amoroso … Only More so
- 2008: Distances
- 2010: Stories yet to tell
- It's later than you think (met Colin Towns en het NDR-orkest
- Words met Giulio Visibelli
- Now and Now Again (met Wheeler)